# Bothriopsis oligolepis
Bothriopsis oligolepis là một loài rắn trong họ Rắn lục. Loài này được Werner mô tả khoa học đầu tiên năm 1901.